# Fimbristylis autumnalis
Fimbristylis autumnalis är en halvgräsart som först beskrevs av Carl von Linné, och fick sitt nu gällande namn av Johann Jakob Roemer och Schult.. Enligt Catalogue of Life ingår Fimbristylis autumnalis i släktet Fimbristylis och familjen halvgräs, men enligt Dyntaxa är tillhörigheten istället släktet Fimbristylis och familjen halvgräs. Arten har ej påträffats i Sverige. Inga underarter finns listade i Catalogue of Life.

## Bildgalleri

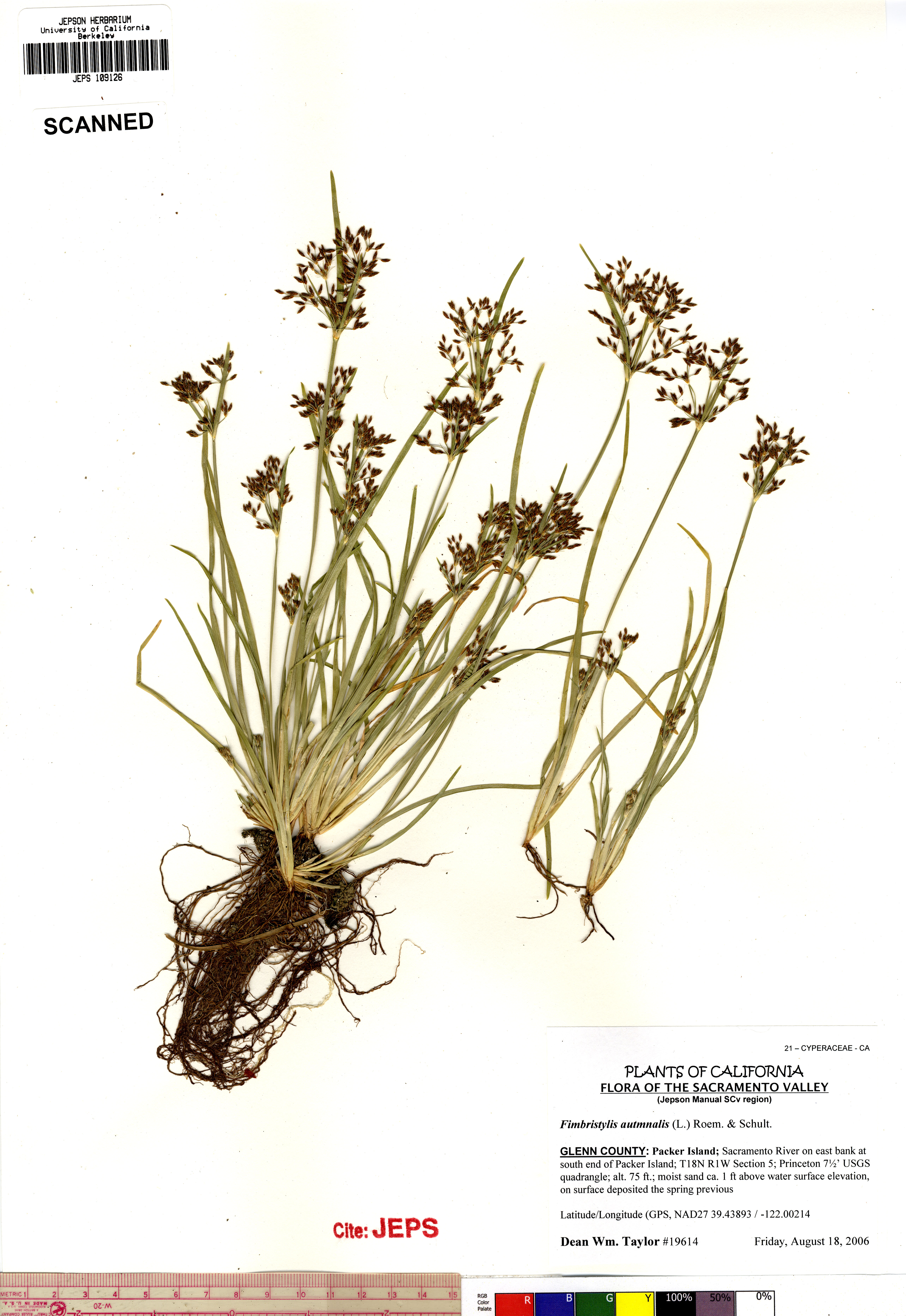